# 西科勒奇科納 (印第安納州)
西科勒奇科納（英語：West College Corner）是一個位於美國印第安納州尤寧縣的城鎮。

## 人口
根據2010年美國人口普查的數據，西科勒奇科納的面積為0.69平方千米，當中陸地面積為0.69平方千米，而水域面積為0.00平方千米。當地共有人口545人，而人口密度為每平方千米790人。